# Папино
Папино (на македонска литературна норма: Папино) е бивше село в община Василево на Северна Македония.

## География
Селото е било разположено северно от Струмица, в планината Готен.

## История
В XIX и XX век Папино е чисто турско село. Според статистиката на Васил Кънчов („Македония. Етнография и статистика“) от 1900 година Папина е село в Радовишката каза на Османската империя, населявано от 100 жители турци.
С Букурещкия договор от 10 август 1913 година селото става част от Кралство Сърбия.